# Butterfield (Missouri)
Butterfield é uma vila localizada no estado americano de Missouri, no Condado de Barry.

## Demografia
Segundo o censo americano de 2000, a sua população era de 397 habitantes.
Em 2006, foi estimada uma população de 423, um aumento de 26 (6.5%).

## Geografia
De acordo com o United States Census Bureau tem uma área de
1,1 km², dos quais 1,1 km² cobertos por terra e 0,0 km² cobertos por água.

## Localidades na vizinhança
O diagrama seguinte representa as localidades num raio de 20 km ao redor de Butterfield.